# نفاذية الفراغ
نفاذية الفراغ أو نفاذية الفراغ للمغناطيسية في الفيزياء (بالإنجليزية: Vacuum permeability) هي ثابت طبيعي يعطي النفاذية المغناطيسية للفراغ. وتعين نفذية الفراغ من إنتاج مجال مغناطيسي عن طريق مرور تيار كهربائي ،و عن طريق تحرك شحنة كهربائية وغير ذلك من معادلات تصف تولد مجال معناطيسي في الفراغ. وتسمى نفاذية الفراغ المغناطيسية أحيانا «ثابت المغناطيسية». يرمز إلى نفاذية الفراغ بالرمز µ0:
والعلاقة بين نفاذية الفراغ µ0
وثابت سماحية الفراغ {\displaystyle \varepsilon _{0}} وسرعة الضوء في الفراغ c توصف بالمعادلة :
{\displaystyle \mu _{0}\varepsilon _{0}c^{2}=1}
وهي نتيجة من نتائج معادلات ماكسويل للديناميكا الكهرومغناطيسية. تستخدم تلك المعادلة أحيانا لاستنتاج نفاذية الفراغ بدقة.
في استخدامات الهندسة الكهربائية نحتاج حساب ثابت نفاذية الفراغ µ0
بدقة، ويعرفه نظام الوحدات الدولي بالمعادلة :

{\displaystyle \mu _{0}=4\,\pi \cdot 10^{-7}\,{\frac {\mathrm {H} }{\mathrm {m} }}=12{,}566\,370\,614...\cdot 10^{-7}\,{\frac {\mathrm {H} }{\mathrm {m} }}.}
حيث H وحدة هنري و m متر أي أن وحدة ثابت المغناطيسية هي هنري/متر.
أو (فولت·ثانية/(أمبير·متر).
أو ≈ 1.2566370614...×10−6 [[هنري* متر−1]]
أو نيوتن ·أمبير−2
هذه الوحدات طبقا لنظام الوحدات الدولي، ويمكن كتابة وحدة نفاذية الفراغ أيضا : تسلا.متر/أمبير.
والنفاذية المغناطيسية للفراغ هي أحد ثلاثة ثوابت فيزيائية تصف صفات الفراغ من خلال معادلات ماكسويل للكهرومغناطيسية. وطبقا للفزياء التقليدية فيعتبر الفراغ حالة فراغ فيزيائي مثالي تنتشر فية الموجات الكهومغناطيسية.

## الأمبيريُعرّف نفاذية الفراغ المغناطيسية
يُعرف الأمبير بأنه التيار المنتظم الذي إذا وجد في موصلين متوازيين طولهما لا نهائي (ومقطع السلكين دائري ومتناهي الصغر) وكانت المسافة بينهما 1 متر في الفراغ، فيؤثر كل سلك على الآخر بقوة مساوية 2×10−7 نيوتن/ متر من الطول.
وقد اعتـُمد ذلك التعريف عام 1948 بغرض تحديد الثابت المغناطيسي بالقيمة :
4π×10−7 H*m-1.
توضيح :
سلكان رفيعان مستقيمان بينهما مسافة r في الفراغ، وكل منهما يجري فيه تيار كهربائي مقداره I فتنشأ بينهما قوة مؤثرة علي كل منهما. فطبقا لقانون أمبير تبلغ القوة لكل سنتيمتر من السلك :

{\displaystyle F_{\mathrm {m} }={\frac {\mu _{0}I^{2}}{2\pi r}}}.
ويعرّف الأمبير بأنه لو مر تيار قدره 1 أمبير في سلكين وكانت المسافة بينهما 1 متر فتكون القوة بينهما :
2×10−7 N*m-1.
وعلى ذلك فقيمة μ0 الدقيقة تعرف ب :
{\displaystyle \mu _{0}=4\,\pi \cdot 10^{-7}\,{\frac {\mathrm {H} }{\mathrm {m} }}=12{,}566\,370\,614...\cdot 10^{-7}\,{\frac {\mathrm {H} }{\mathrm {m} }}.}
حيث H وحدة هنري و m متر أي أن وحدة ثابت المغناطيسية هي هنري/متر.